# Scire leges non est earum verba tenere, sed vim ac potestatem
Scire leges non est earum verba tenere, sed vim ac potestatem è un brocardo latino la cui traduzione letterale è "Conoscere le leggi non è tenerne a mente le parole, ma lo spirito e la forza".
Esso è presente nel Digesto giustinianeo ed è attribuito al giureconsulto Celso. Il brocardo afferma l'importanza di distinguere una conoscenza puramente mnemonica e passiva del dato normativo da una conoscenza di tipo sistematico ed argomentativo di tale dato, in modo da utilizzare le leggi per incidere concretamente sulla realtà sociale. Solo il secondo di questi due approcci è quello corretto, essendo il primo null'altro che una mera attività di memorizzazione fine a sé stessa, se non accompagnata da un adeguato grado di rielaborazione.